# Ministère du Pétrole (Niger)
Pour les articles homonymes, voir Ministère du Pétrole.
Le ministère du Pétrole du Niger est le ministère chargé des ressources liées au pétrole au Niger.

## Description
À la suite du remaniement ministériel du 23 avril 2022, le Ministère du Pétrole, de l’Energie et des Energies Renouvelables est scindé en deux départements ministériels : le Ministère de l’Energie et des Energies Renouvelables et le Ministère du Pétrole.

### Siège
Le ministère du Pétrole du Niger a son siège à Niamey.

### Attributions
Ce département ministériel du gouvernement nigérien est chargé de la conception, de la mise en œuvre et du suivi de la politique de gestion des ressources énergétiques pétrolières sur l'ensemble du territoire du Niger.

### Ministres
Le ministre du Pétrole, des Mines et de l'Énergie est Mahaman Moustapha Barké.